# Christiana (Delaware)
Christiana – obszar niemunicypalny położony na terenie hrabstwa New Castle w stanie Delaware, w USA. Znajduje się w pobliżu miasta Wilmington. Znajduje się tu centrum handlowe Christiana Mall oraz północny koniec drogi stanowej Delaware Route 1.

## Historia
Nazwa miejscowości pochodzi od przepływającej niedaleko rzeki Christina, która z kolei swoją nazwę otrzymała na cześć królowej Szwecji Krystyny Wazy.
Na terenie miejscowości znajdują się zabytki Christiana Historic District, Charles Allen House, John Lewden House, Old Fort Church, Public School No. 111-C i James Stewart, Jr., House zostały wpisane na oficjalny rejestr zasobów kulturowych Stanów Zjednoczonych National Register of Historic Places.